# Subregión del Centro (Tabasco)

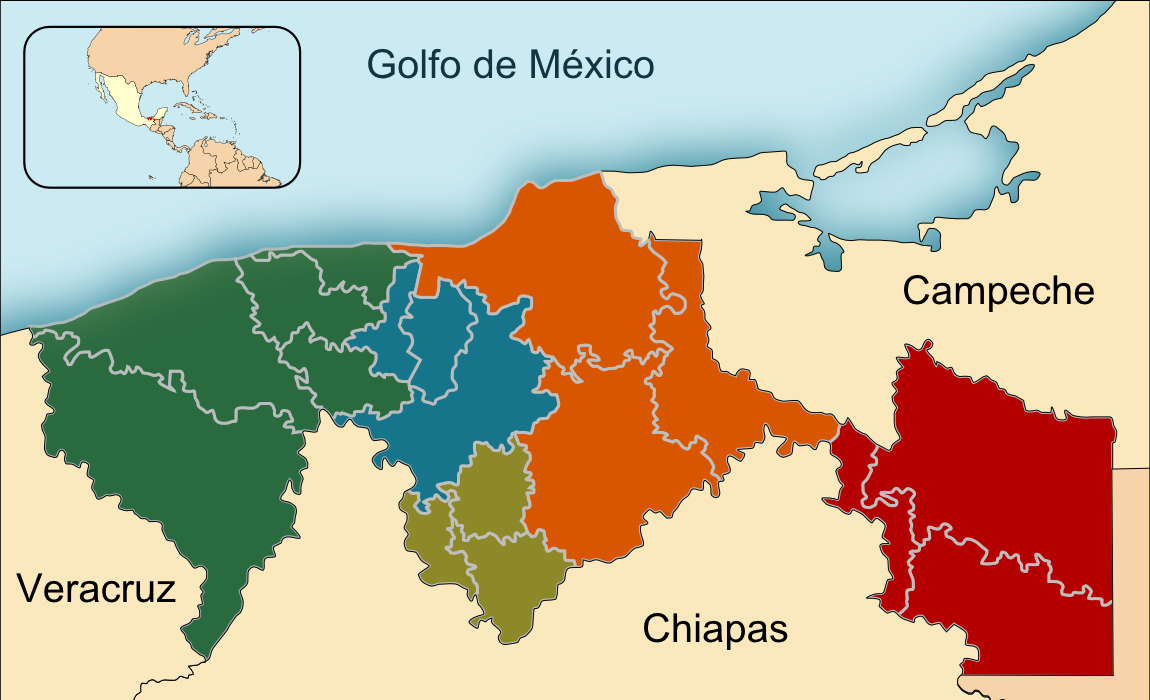
Subregiones productivas de Tabasco:
La Chontalpa
Centro
La Sierra
Pantanos
Los Ríos

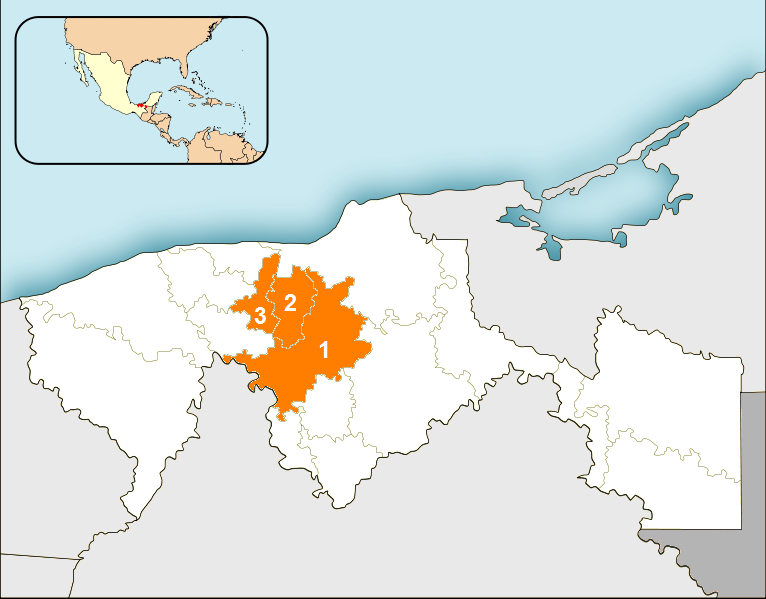
Municipio de la Subregión del Centro: 1)Centro

El Centro es una de las regiones productivas en las que se divide el estado de Tabasco, en México. Como su nombre indica, abarca el centro geográfico del estado, además de comprender la capital del estado y la sede de los poderes estatales, la ciudad de Villahermosa.
Esta subregión se encuentra dentro de la región hidrográfica del río Grijalva; a la que también pertenecen la Chontalpa y la Sierra. Su superficie es de 2 572,84 km², lo que representa el 10,51% del total del estado; y su población, según cifras del INEGI era de 668 502 habitantes en el año 2000, es decir, el 35,39% de la población total de la entidad.
Está formada por un municipio, el cual presentan un alto porcentaje de población indígena: Centro, aunque en algunos textos, en los que se sigue considerando la anterior división del estado en cuatro subregiones (no existía la subregión de los Pantanos), los municipios de Nacajuca y Jalpa de Méndez se incluyen en la subregión de la Chontalpa y la subregión está constituida únicamente por el municipio del Centro.
- Datos: Q6134899